# Björnbröder
Björnbröder (engelska: Brother Bear) är en amerikansk tecknad film från 2003 av Walt Disney Pictures.

## Handling
Sitka, Denahi och Kenai är tre bröder som lever i Alaskas vildmarker efter istiden. En dag råkar de i bråk med en björn och Sitka dör. Kenai (yngsta brodern), bestämmer sig för att dräpa björnen, och lyckas med detta. Men de stora andarna straffar honom genom att förvandla honom till en björn.
För att bli människa igen, så måste han ta sig till det berg där norrskenet nuddar jorden. På vägen möter han björnungen Koda som vet var berget ligger och leder honom dit. På vägen råkar de ut för allt möjligt samtidigt som de jagas av Kenais andra bror, Denahi.

## Om filmen
Filmen blev Oscarsnominerad till bästa animerade film år 2004 och hade biopremiär i Sverige den 6 februari samma år. På svenska biotoppen låg den 1:a i hela 7 veckor i rad. Musiken är gjord av Phil Collins som även gjorde musiken till Disneyfilmen Tarzan 1999.

## Rollista (i urval)
| Figur             | Engelsk röst          | Svensk röst                     |
| ----------------- | --------------------- | ------------------------------- |
| Kenai             | Joaquin Phoenix       | Björn Bengtsson                 |
| Koda              | Jeremy Suarez         | Robin Bivefors                  |
| Denahi            | Jason Raize           | Simon Norrthon                  |
| Rutt              | Rick Moranis          | Anders Jansson                  |
| Tuck              | Dave Thomas           | Johan Wester                    |
| Sitka             | D.B. Sweeney          | Magnus Krepper                  |
| Tanana            | Joan Copeland         | Claire Wikholm                  |
| Tug               | Michael Clarke Duncan | Björn Blomqvist                 |
| Sångröst          | Phil Collins          | Björn Skifs                     |
| Stenbock 1        | Paul Christie         | Fredrik Hiller                  |
| Stenbock 2        | Daniel Mastrogiorgio  | Peter Kjellström                |
| Jordekorrar       | Bumper Robinson       | Niclas Ekholm Christian Jernbro |
| Denahi som gammal | Harold Gould          | Iwar Wiklander                  |

### Fotnoter
1. ↑  ”Björnbröder”. Disneyania. 19 mars 2003. http://www.d-zine.se/filmer/bjoernbroeder.htm. Läst 20 augusti 2016.
2. ↑  ”Björnbröder (2003)”. Svensk Filmdatabas. https://www.svenskfilmdatabas.se/sv/item/?type=film&itemid=57377. Läst 27 augusti 2024.